# Риз (веб-сериал)
Риз (англ. Riese) — первый веб-сериал в стиле стимпанк, релиз которого состоялся 2 ноября 2009 года. Сериал повествует о страннице по имени Риз, которая путешествует по землям умирающего государства Элизии со своим волком, Фенриром. Преследуемая зловещей религиозной группой, называющей себя Сектой, Риз должна ускользнуть от убийц, посланных за ней и узнать их истинную цель.
Прошлое Риз окутано тайной, даже она сама не может вспомнить событий, произошедших в ночь, когда вся её семья была убита и ей пришлось бежать. Риз должна убежать, найти связь её прошлого и её судьбы, принести мир в умирающие земли. Несмотря на непростую судьбу, Риз — единственная надежда людей.
На данный момент вышел весь первый сезон (10 серий).

## История мира
Риз — мир, наполненный сомнительной моралью и политическими интригами. Преданность здесь — пустое слово, люди подозрительны. Однако, так было не всегда. Всё началось с мирного государства Элизия. Оно процветало под правлением императрицы Кары и императора Уилрика, пока государственный переворот, устроенный Сектой, не изменил ход истории. На престол взошла Амара, кузина императрицы Кары. Она сразу же стала использовать силы и богатства Элизии для колонизации мира. Но даже, несмотря на всё её могущество, зловещая, загадочная, религиозная группа имела над ней власть. Назвавшись Сектой, они объявили себя официальной религией Элизии и стали увеличивать своё влияние по мере расширения границ государства.
После переворота земля начала отмирать, ресурсы истощаться, в сердцах людей оставалось всё меньше сострадания. Начали проявляться самые тёмные стороны человечества.

## Персонажи
- Риз (Кристин Шателейн) — принцесса Элизии, находящаяся в бегах.
- Фенрир (Тундра) — волк, охраняющий Риз.
- Амара (Шарон Тейлор) — императрица Элизии, свергнувшая предыдущих правителей с помощью Секты.
- Херрик (Бен Коттон) — магистр Секты.
- Треннан (Патрик Гилмор) — друг и советник Амары, член Секты.
- Марлис (Эллисон Мэк) — интриганка, член Секты.
- Рэнд (Райан Роббинс) — глава Сопротивления.

## Другие персонажи и организации
- Секта — загадочная группа, ныне представляющая официальную религию Элизии. Их могущество может сравниться только с их беспощадностью. Они верят, что грядёт конец света, и единственным путём к спасению является уничтожение всех, кто отказывается следовать их религии. Неизвестно, с какой целью они содействовали государственному перевороту в Элизии. Распространив свои монастыри и школы по всей Элизии, они не остановились, продолжив распространение по всему миру. Члены секты известны странными реликвиями, которые они прикрепляют на кожу и одежду.
- Сопротивление — группа еретиков (с точки зрения Секты) и крестьян, восставшая против Амары.
- Кара — Предыдущая правительница Элизии. Была убита в ходе государственного переворота, организованного её кузиной, Амарой и Сектой.
- Улрик — Предыдущий правитель Элизии. Убит в ходе государственного переворота.